# Copaifera langsdorffii
Copaifera langsdorffii es una especie de Magnoliopsida del género Copaifera, de la familia Fabaceae, del orden Fabales.

## Taxonomía
Fue descrita científicamente por René Louiche Desfontaines. Fue publicado por primera vez en Mémoires du Muséum d'Histoire Naturelle, volumen 7, página 877 (1821).